# T.N.T.
《T.N.T.》는 1975년 12월 1일, 오스트레일리아와 뉴질랜드에서만 발매된 오스트레일리아의 하드 록 밴드 AC/DC의 두 번째 스튜디오 음반이다. 이 음반은 베이시스트 마크 에번스와 드러머 필 러드가 함께한 밴드의 첫 번째 음반이지만, 마지막 두 트랙에는 이전에 《High Voltage》에 참여했던 조지 영과 토니 커런티가 수록되어 있다.

## 녹음
싱글 〈Baby, Please Don't Go〉와 음반 《High Voltage》의 성공 이후 AC/DC는 시드니의 앨버트 스튜디오로 돌아와 프로듀서 조지 영과 해리 반다와 함께 두 번째 음반을 녹음했다. 조지는 기타리스트 맬컴 영과 앵거스 영의 형으로 이지비츠 그룹에서 성공을 거두었다. 《T.N.T.》는 1975년 2월 17일에 발매된 AC/DC의 데뷔 음반인 《High Voltage》에서 방향을 바꾼 반면, 《High Voltage》는 곡의 스타일에 대한 실험을 통해 다양한 인력이 여러 역할을 맡았고, 《T.N.T.》는 하드 록, 리듬 앤 블루스 기반 로큰롤이라는 유명세를 타기 위한 공식을 완전히 수용했다. 또한 인사 시스템을 간소화하여 앵거스가 리드 기타를 엄격하게 연주하고, 맬컴 영이 리듬 기타를 연주하며, 드러머와 베이시스트가 각각 음반에서 드럼과 베이스 기타를 연주하는 유일한 멤버였던 그 때부터 이를 사용했다.

## 평가
| 평가 점수                         | 평가 점수 |
| 출처                              | 점수      |
| --------------------------------- | --------- |
| AllMusic                          | [ 1 ]     |
| The Encyclopedia of Popular Music | [ 2 ]     |

올뮤직의 에두아르도 리바다비아는 《T.N.T.》를 "그 자체로 훌륭한 음반이며, 특히 영원히 트레이드마크가 될 블루 칼라 하드 록을 수용하기 위해 지금은 이단적으로 보이는 글램 록 성향을 가진 AC/DC의 결정적인 결별을 기념했다는 점에서 매우 중요하다"라고 말했다.

## 곡 목록
모든 곡들은 특별한 언급이 없는 한 앵거스 영, 맬컴 영, 본 스콧에 의해 작사/작곡하였다.
| #  | 제목                                                        | 재생 시간 |
| -- | ----------------------------------------------------------- | --------- |
| 1. | 〈It's a Long Way to the Top (If You Wanna Rock 'n' Roll)〉 | 5:14      |
| 2. | 〈Rock 'n' Roll Singer〉                                    | 5:04      |
| 3. | 〈The Jack〉                                                | 5:53      |
| 4. | 〈Live Wire〉                                               | 5:49      |

| #  | 제목                            | 작사·작곡          | 재생 시간 |
| -- | ------------------------------- | ------------------ | --------- |
| 5. | 〈T.N.T.〉                      |                    | 3:35      |
| 6. | 〈Rocker〉                      |                    | 2:55      |
| 7. | 〈Can I Sit Next to You, Girl〉 | 앵거스 영, 맬컴 영 | 4:12      |
| 8. | 〈High Voltage〉                |                    | 4:20      |
| 9. | 〈School Days〉                 | 척 베리            | 5:22      |

## 인증
| 국가                                                            | 인증          | 판매량/출하량 |
| --------------------------------------------------------------- | ------------- | ------------- |
| 오스트레일리아 (ARIA)                                           | 9× 플래티넘   | 630,000^      |
| 멕시코 (AMPROFON)                                               | 플래티넘+골드 | 90,000        |
| ^출하량을 기반으로 한 인증 · 판매량+스트리밍을 기반으로 한 인증 |               |               |